# José Guadalupe Posada

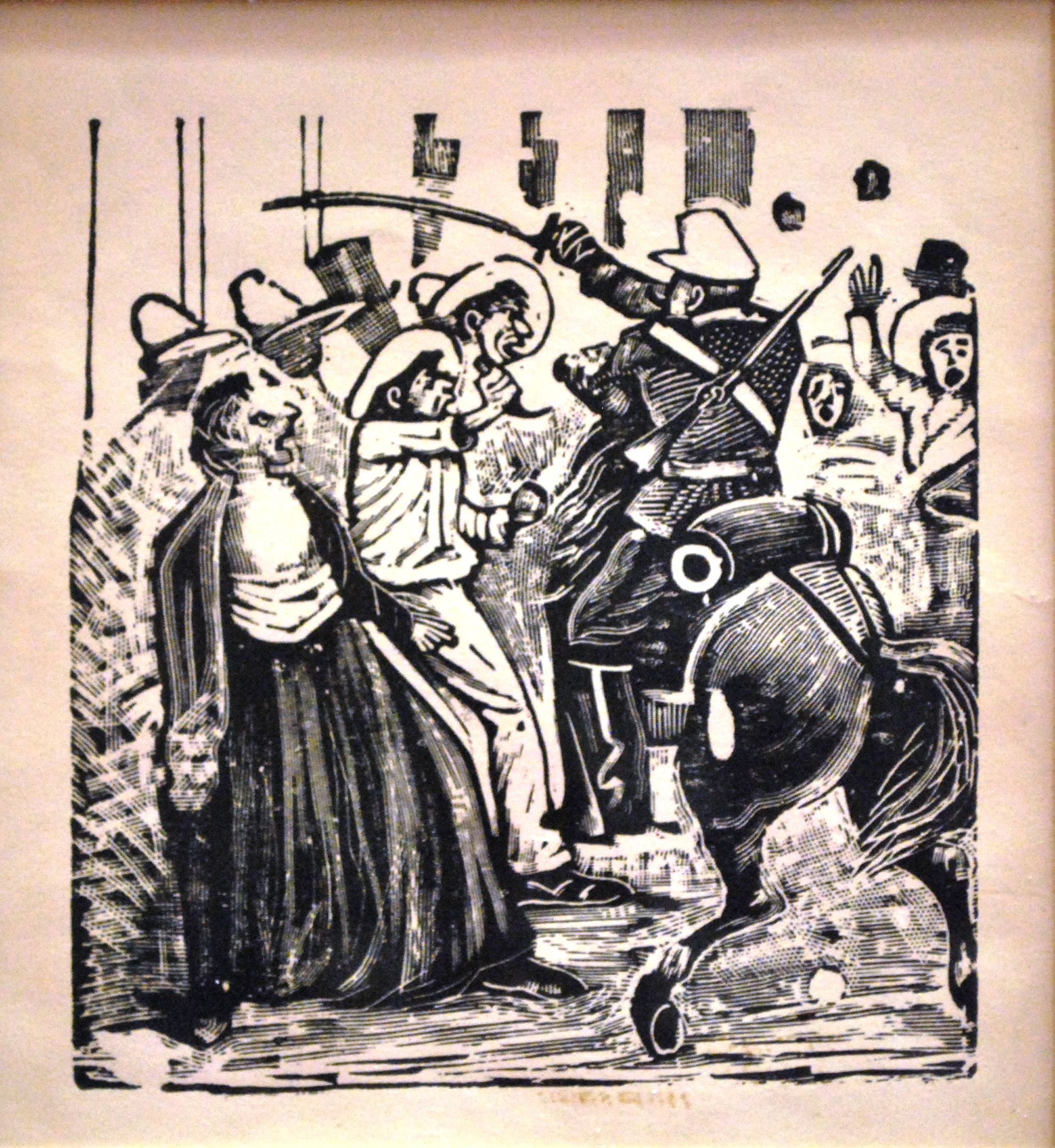
Manifestación antireelecciónista

José Guadalupe Posada (Aguascalientes, 2 februari 1854 - Mexico-Stad, 20 januari 1913) was een Mexicaans illustrator.
Posada werd geboren in Agauascalientes waar hij lithografie leerde en vanaf 1871 werkte voor een lokale krant genaamd El Jicotre. Na een paar jaar ging hij werken bij de Mexicaanse uitgeverij van Antonio Vanegas Arroyo, om boekomslagen en illustraties te vervaardigen. Veel van zijn werk waarin hij gebeurtenissen in het nieuws afbeeldde, werd ook gepubliceerd in sensationalistische tijdschriften.
Posada's meest bekende werken zijn zijn calavera's, skeletten gekleed in verschillende kostuums. De bekendste daarvan is La Catrina, een satire op vrouwen uit de elite gedurende het Porfiriaat, de dictatuur van Porfirio Díaz. Deze afbeeldingen grijpen terug op middeleeuwse en precolumbiaanse motieven. Met veel van zijn werk probeerde hij de politiek of religie op een satirische wijze op de hak te nemen. Sinds zijn dood zijn zijn afbeeldingen echter steeds meer geassocieerd met de dag van de Doden, een Mexicaanse feestdag.
Na zijn dood was hij bijna vergeten, en Posada overleed in armoede. Zijn illustraties werden echter weer aan het grote publiek bekendgemaakt door de Franse artiest Jean Charlot, die ze ontdekte toen hij Diego Rivera bezocht. De muralist José Clemente Orozco kende Posada toen hij jong was, en beschouwde Posada als een van de kunstenaars die grote invloed op hem had gehad.

## Afbeeldingen

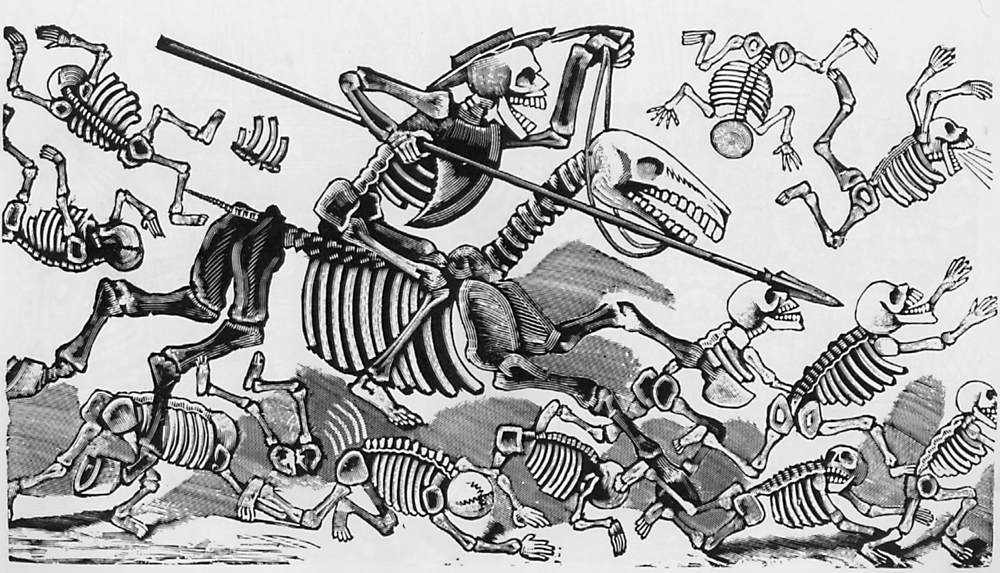
Don Quichot als skelet omgeven door skeletten
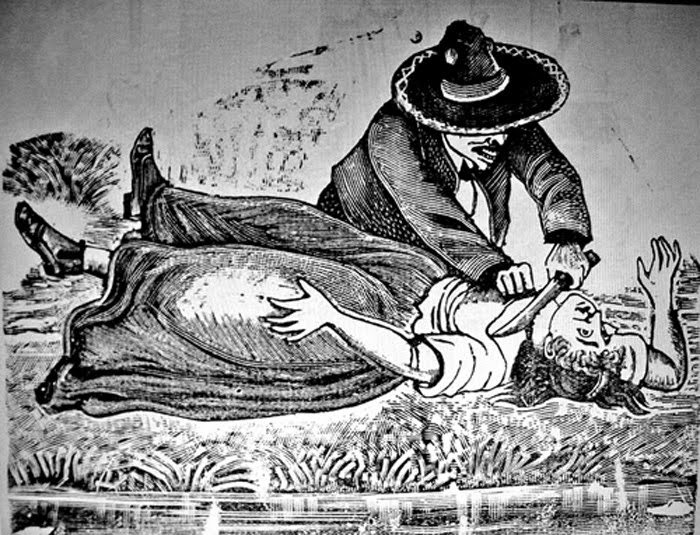
El Chalequero (de eerste Mexicaanse seriemoordenaar), 1888
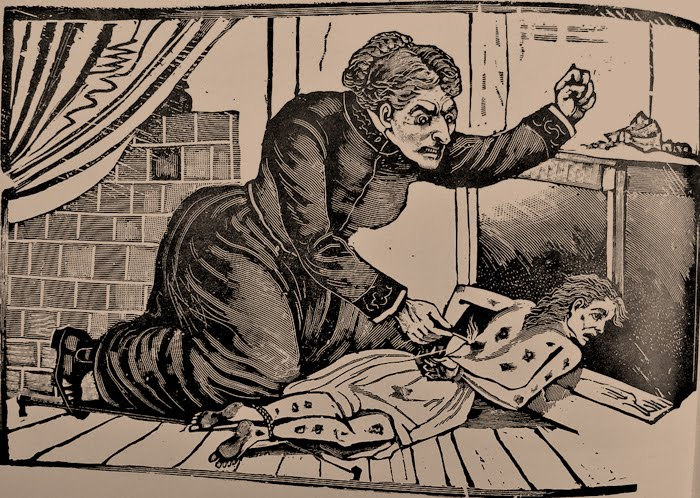
La Bejarano (de eerste vrouwelijke seriemoordenaar in Mexico), 1892

- Bibsys: 1665642634365
- Biblioteca Nacional de España: XX924482
- Bibliothèque nationale de France: cb12313724t (data)
- Catàleg d'autoritats de noms i títols de Catalunya: 981058509000906706
- CiNii: DA14239965
- Gemeinsame Normdatei: 11874156X
- International Standard Name Identifier: 0000 0001 1585 9668
- Library of Congress Control Number: n81019064
- MusicBrainz: bfc7d830-df6f-4009-a129-84faad31d299
- Bibliotheek van het Japanse parlement: 00473238
- Nationale Bibliotheek van Tsjechië: jo2004213686
- Nationale bibliotheek van Australië: 35429584
- Nationale Bibliotheek van Israël: 987007502516705171
- Nationale en Universitaire bibliotheek Zagreb: 000514776
- Nederlandse Thesaurus van Auteursnamen: 068677162
- Réseau des bibliothèques de Suisse occidentale: 02-A003706805
- RKD-Nederlands Instituut voor Kunstgeschiedenis: 64389
- SNAC: w64k1439
- Système universitaire de documentation: 032029349
- Trove: 949776
- Union List of Artist Names: 500032573
- Virtual International Authority File: 2539572
- WorldCat: E39PBJv4gFWYYqyx9fcBgtYwYP